# A Day in the Life of Marlon Bundo
A Day in the Life of Marlon Bundo („Ein Tag im Leben von Marlon Bundo“) ist ein satirisches Kinderbuch der Komikerin Jill Twiss, präsentiert von John Oliver, das im März 2018 bei Chronicle Books erschien.
Die Illustrationen stammen von EG Keller (Pseudonym von Gerald Kelley).

## Hintergrund

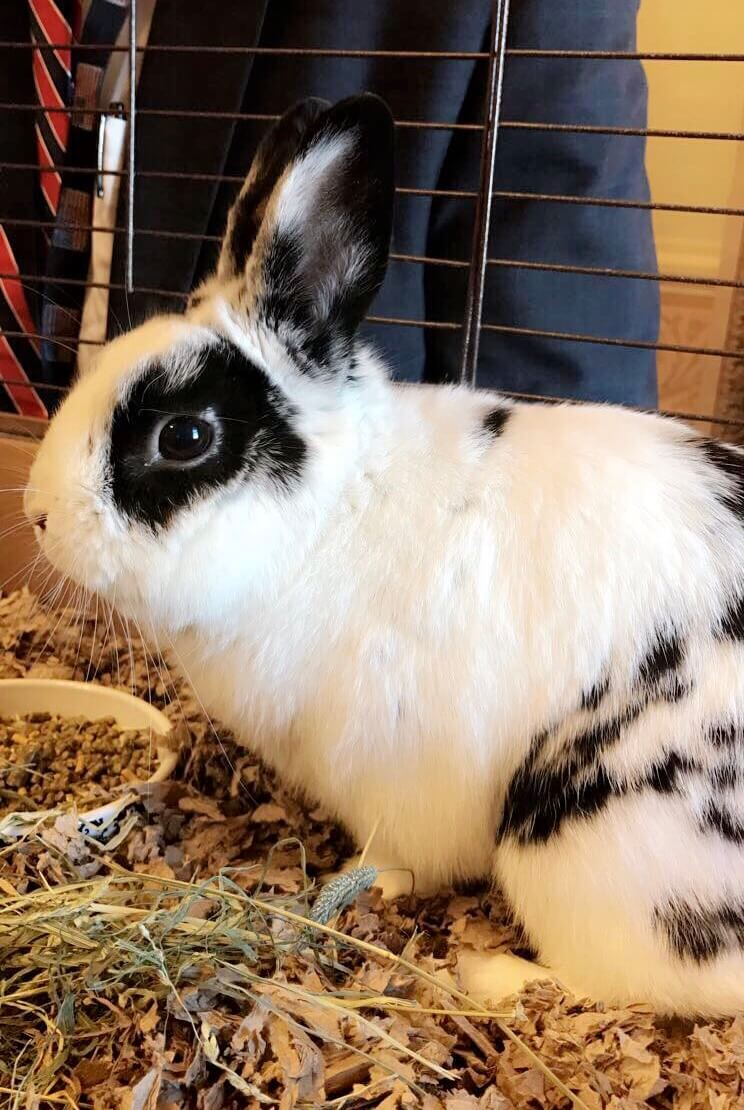
Marlon Bundo, Haustier der Familie Pence

A Day in the Life of Marlon Bundo ist eine Parodie auf das – erst einen Tag später erschienene – Kinderbuch Marlon Bundo’s A Day in the Life of the Vice President, verfasst von Charlotte und illustriert von Karen Pence, Tochter und Ehefrau des amerikanischen Vizepräsidenten Mike Pence. Marlon Bundo war seinerzeit das Hauskaninchen der Familie Pence, das mit „eigenen“ Social-Media-Accounts auch eine politische Rolle einnahm.
Jill Twiss, die Schöpferin des Bilderbuchs, ist eine der Autorinnen der von John Oliver moderierten amerikanischen Satiresendung Last Week Tonight. Oliver stellte das Buch in seiner Sendung vom 18. März 2018 am Ende eines zwanzigminütigen kritischen Beitrages über den erzkonservativen Politiker Mike Pence vor. Die Sendung behandelte Pences homophobe Einstellung, insbesondere seine Ablehnung der gleichgeschlechtlichen Ehe und seine Verbindungen zur Organisation Focus on the Family, die „Konversionstherapie“ befürworte.
Das Buch von Charlotte und Karen Pence wurde unter anderem auch bei einer Veranstaltung von Focus on the Family beworben.
Die Süddeutsche Zeitung bezeichnete A Day in the Life of Marlon Bundo als „offenen Seitenhieb“ auf Pence. John Oliver sieht das Buch trotzdem als „echtes Kinderbuch“ (“a real book for children”).
Es entstand auch eine Hörbuchfassung, gesprochen von Jim Parsons, Jesse Tyler Ferguson, Jeff Garlin, Ellie Kemper, John Lithgow, Jack McBrayer und RuPaul.
Der wirtschaftliche Gewinn aus dem Verkauf des Buches geht an zwei Non-Profit-Organisationen, die Aidshilfe AIDS United und das Trevor Project, das gefährdete LGBTQ-Jugendliche unterstützt.

## Inhalt
Protagonist der Liebesgeschichte ist das schwule Kaninchen Marlon Bundo, das wie sein reales Vorbild weiß-schwarz gescheckt ist. Marlon Bundo trifft im Garten des US Naval Observatory (Amtssitz des US-Vizepräsidenten) ein männliches Kaninchen namens Wesley. Die beiden verlieben sich ineinander, sie wollen heiraten und „gemeinsam durchs Leben hoppeln“ (engl.: “hop together Forever”). Der Anführer der Tiere, der Stinkkäfer (The Stink Bug), der eine gewisse Ähnlichkeit mit Mike Pence aufweist, lehnt die gleichgeschlechtliche Ehe jedoch ab: ein männliches Kaninchen könne nur ein weibliches Kaninchen heiraten.
Marlon Bundo, Wesley und ihre Freunde stimmen schließlich für einen neuen Anführer. Am Ende werden die beiden von einer lesbischen Katze getraut.

## Rezeption
Beim Online-Versandhändler Amazon war A Day in the Life of Marlon Bundo kurz nach Erscheinen auf Platz eins der meistverkauften Bücher. Innerhalb von zwei Tagen wurden 180.000 Exemplare verkauft.
Unabhängige Buchhändler bemängelten die Entscheidung, das Buch zunächst nur über Amazon zu bewerben.
In seiner Rezension für das Magazin Esquire meinte Nick Pachelli, A Day in the Life of Marlon Bundo sei mehr als eine bloße Satire, sondern „eine Freude“ (“a joy”) mit gelungener Lyrik und „ergreifenden Details“.
Regnery Publishing, der Herausgeber des Buches von Charlotte und Karen Pence, bezeichnete A Day in the Life of Marlon Bundo als „kontrovers und parteiisch“ (“controversial and partisan”). Jim Daly, Präsident von Focus on the Family, nannte John Olivers Last-Week-Tonight-Segment „geschmacklos und widerwärtig“ (“vulgar and vile”) und kritisierte, er habe das Bilderbuch der Pences politisch ausgenutzt.
Charlotte Pence dagegen äußerte sich öffentlich positiv über das Buch und veröffentlichte ein Foto des echten Kaninchens mit einer ähnlichen, bunten Fliege, wie sie auch der Marlon Bundo im Buch trägt.
Mike Pence selbst kommentierte das Buch nicht.